# Robert F. Siliciano
Robert Francis Siliciano (* in Rochester, New York) ist ein US-amerikanischer Immunologe und Virologe an der Johns Hopkins University School of Medicine.
Siliciano ist vor allem für seine Arbeiten zu den Mechanismen bekannt, mit denen eine HIV-Infektion sich dem Immunsystem entzieht (insbesondere das virale Reservoir in T-Zellen), und zu Therapieformen, mit denen sich diese Mechanismen überwinden lassen.
Siliciano wuchs in Elmira, New York, auf. Er erwarb an der Princeton University einen Bachelor in Chemie und an der Johns Hopkins University einen M.D. (1982) und einen Ph.D. (1983) in Immunologie. Als Postdoktorand arbeitete er bei Ellis Reinherz an der Harvard Medical School. Seit 1988 gehört er zum Lehrkörper der Johns Hopkins University School of Medicine. Hier ist er (Stand 2021) Professor für Innere Medizin.
Seit 2002 forscht Siliciano zusätzlich für das Howard Hughes Medical Institute. Seit 2017 ist er gewähltes Mitglied der National Academy of Sciences, seit 2020 der American Academy of Arts and Sciences. Laut Datenbank Scopus hat er einen h-Index von 90, laut Google Scholar einen von 105 (jeweils Stand Januar 2021).